# Liste der Kulturdenkmäler in Steinen (Westerwald)
In der Liste der Kulturdenkmäler in Steinen sind alle Kulturdenkmäler der rheinland-pfälzischen Ortsgemeinde Steinen aufgeführt. Grundlage ist die Denkmalliste des Landes Rheinland-Pfalz (Stand: 21. Dezember 2021).

## Einzeldenkmäler
| Bezeichnung       | Lage                   | Baujahr                           | Beschreibung | Bild                           |
| ----------------- | ---------------------- | --------------------------------- | --- | ------------------------------ |
| Quereinhaus       | Gartenstraße 3 Lage    | 17. oder 18. Jahrhundert          | Wohnteil eines Fachwerk-Quereinhauses mit Niederlass, verkleidet, teilweise massiv, wohl aus dem 17. oder 18. Jahrhundert                  | BW                             |
| Wohnhaus          | Gartenstraße 4 Lage    | erste Hälfte des 18. Jahrhunderts | Fachwerkhaus mit Niederlass, teilweise massiv, erste Hälfte oder Mitte des 18. Jahrhunderts                                                | Fotos hochladen                |
| Backhaus          | Hohe Straße 4 Lage     | erste Hälfte des 19. Jahrhunderts | ehemaliges Backhaus; eingeschossiger Fachwerkbau, teilweise massiv, erste Hälfte des 19. Jahrhunderts                                      | Fotos hochladen                |
| Hofanlage         | Hohe Straße 9 Lage     | erste Hälfte des 19. Jahrhunderts | Hofanlage; Fachwerkhaus, teilweise massiv, erste Hälfte des 19. Jahrhunderts; ehemalige Fachwerkscheune, teilweise massiv, 19. Jahrhundert | Fotos hochladen                |
| Schulhaus         | Lindenstraße 4 Lage    | Anfang des 20. Jahrhunderts       | ehemalige Schule; Putzbau, wohl vom Anfang des 20. Jahrhunderts                                                                            | Fotos hochladen                |
| Hofgut Schönerlen | südlich des Ortes Lage | Anfang des 20. Jahrhunderts       | Hofanlage, Anfang des 20. Jahrhunderts; eingeschossiger Bruchsteinbau, Mansarddach, stattliche, zweiflüglige Bruchstein-Wirtschaftsgebäude | weitere Bilder Fotos hochladen |